# Thelma Coyneová Longová
Thelma Dorothy Coyneová Longová (14. října 1918, Sydney – 13. dubna 2015, Sydney) byla australská tenistka. Je držitelkou devatenácti grandslamových titulů, přičemž osmnáct z nich získala na domácím mistrovství (dnes Australian Open). Dvakrát zde opanovala ženskou dvouhru (1952, 1954), dvanáctkrát triumfovala v ženské čtyřhře (1936, 1937, 1938, 1939, 1940, 1947, 1948, 1949, 1951, 1952, 1956, 1958) a čtyřikrát ve čtyřhře smíšené (1951, 1952, 1954, 1955). Drží rekord jako nejstarší singlová vítězka australského mistrovství (to druhé dosáhla ve věku 35 let a 8 měsíců). Jejích 12 deblových titulů je na Australian Open také stále platným rekordem. Krom toho má jedno grandslamové vítězství též z Paříže, kde v roce 1956 vyhrála mix, s Chilanem Luis Ayalou. Její nejčastější deblovou partnerkou byla Nancye Wynneová, spolu si připsaly 10 vítězství na tehdejší australské trávě, poté Longová utvořila partnerství s Mary Hawtonovou, s níž dobyla zbylá dvě grandslamová vítězství (a probojovaly se spolu též do finále čtyřhry na Wimbledonu 1957 a na Roland Garros 1958). V mixu získala tři tituly ve dvojici s Georgem Worthingtonem a jeden s Rexem Hartwigem. Hrála v mixu též wimbledonské finále roku 1952 (s Argentincem Enrique Moreou) a dvakrát finále amerického mistrovství, v letech 1938 a 1952 (s Lew Hoadem a Ayalou). Ve dvouhře bylo na všech ostatních grandslamech krom Austrálie jejím maximem čtvrtfinále. Podle dodatečně vypočítávaných statistik britského sportovního novináře Lance Tingaye byla v roce 1952 světovou singlistkou č. 7. Po skončení hráčské kariéry se stala trenérkou, vedla mj. Margaret Courtovou. Podílela se též na založení Poháru federace. V roce 2002 byla uvedena do Australské tenisové síně slávy, roku 2013 do Mezinárodní tenisové síně slávy. Během druhé světové války se přihlásila do Červeného kříže a do Australských ženských vojenských sborů (Australian Women's Army Service), za což byla po válce několikrát vyznamenána, mj. britskou Válečnou medailí.